# Andrés Ivars
Andrés Ivars Cardona (Benisa, provincia de Alicante, 1885 - 1936) fue un historiador y sacerdote franciscano español, asesinado al inicio de la guerra civil española.

## Biografía
Ingresó en la orden franciscana en Santo Espíritu del Monte (Gilet, Valencia) en 1900. Hizo la profesión al año siguiente y en 1909 recibió la ordenación sacerdotal. Por sus aptitudes para el estudio fue enviado al Ateneo Pontificio Antonianum de Roma, donde estudió patrología e historia de la Iglesia; a la vez cursó estudios de paleografía y diplomática en la Escuela Pública del Archivo Vaticano. En 1913 fue destinado al centro de investigación histórica que la Orden tenía en Quaracchi (Florencia), donde permaneció un año.
En 1914 falleció Jaime Sala, de su misma provincia y uno de los fundadores de la recién fundada revista Archivo Ibero-Americano (AIA). Ivars lo sustituyó como representante de la provincia franciscana de Valencia, y a partir de entonces fue colaborador de la misma, en 1919 vicedirector y, desde 1928, director. Estuvo unos años incorporado a su provincia, en la que desempeñó los oficios de Maestro y Lector de los Estudiantes, Cronista y Definidor provincial. De 1920 a 1936 residió en Madrid, dedicado de lleno a la investigación histórica y a la divulgación de sus estudios, principalmente en la citada revista AIA, pero también en otras de carácter histórico. Su prestigio en el campo de la investigación histórica se extendió incluso más allá de las fronteras nacionales. Sus numerosos artículos y sus libros, escritos en castellano o en valenciano, versaban en especial sobre temas de historia o de cultura, tanto de la familia franciscana como de la sociedad valenciana. El autor medieval valenciano al que dedicó más investigaciones fue Francesc Eiximenis.
El 20 de julio de 1936, recién declarada la guerra civil española, las milicias republicanas incendiaron el Colegio Cardenal Cisneros, sede de la revista AIA, y apresaron a los religiosos; el P. Ivars estaba ausente de la casa en aquella circunstancia. Allí ardieron la biblioteca, el archivo y todo cuanto se había reunido en años de estudio e investigación. Él se recogió primero en el Sanatorio "Villa Luz", del que era capellán, luego en casa de unos amigos, hasta que consideró prudente irse con su familia. Cuando se dirigía a Benissa, fue reconocido y detenido en Denia (Alicante). A la mañana siguiente, 8 de septiembre de 1936, apareció su cadáver cerca de Gata de Gorgos (Alicante); lo habían fusilado. Está en curso la causa de su beatificación.

## Obras

### Libros
- Dos creuades valenciano-mallorquines a les costes de Berberia. València. Imprenta de Olmos y Luján. 1921. CXXI+175 pp. Obra premiada en los Juegos Florales de Valencia de 1919. (en catalán)
- El escritor Fr. Francisco Eximénez en Valencia (1383-1408). Benissa. Ajuntament de Benissa (Comissió de Cultura). 1989. 239 pp. (Reedición)

### Artículos
- Cuándo y en dónde murió el infante fray Pedro de Aragón. 1916.
- Los jurados de Valencia y el inquisidor Fr. Nicolás Eymerich, O.P. AIA, VI. 1916. 68-159.
- ¿Quién es el autor del “Tractat de Confession” impreso en Valencia, año de 1497, por Nicolás Spindeler, bajo el nombre de Fr. Francisco Eiximénez? AIA, XIV. 1920. 251-6.
- Algunos documentos del rey Martín el Humano relativos a los franciscanos. AIA, XIII. 1920. 408-13.
- El Llibre dels Àngels de Fr. Francisco Eximénez y algunas versiones castellanas del mismo. AIA, XIX. 1923. 108-24.
- Cronistas franciscanos de la Provincia de Valencia. AIA, XXVIII. 1927. 263-71.
- La “indiferencia” de Pedro IV de Aragón en el Gran Cisma de Occidente. AIA, XXIX. 1928. 21-97 (52-3); 161-86.
- Sobre la graduación en teología de Fr. Nicolás Costa, O.F.M.. AIA, XXXII. 1929. 386-91 (388-90).
- Francesc Ferrer, poeta valencià del sigle XV. 1930. (en catalán)
- Franciscanismo de la reina de Aragón Doña María de Luna (1396-1406). AIA, XXXIV. 568-94; AIA, XXXVI. 1933. 255-81; 416-32.

### Reseñas
- Reseña de Zarco Cuevas, Julián. O.S.A. Catálogo de manuscritos castellanos de la Real Biblioteca de El Escorial. AIA, XXIV. 1925. 121-2.
- Reseña de Foligno, Angela di. Le livre de l’experience des vrais fidèles. (Paris. Droz. 1927. XLVIII+536. Traducido por M.-J- Ferre y L. Baudry). AIA, XXIX. 1928. 395-402 (401).
- Reseña de Eiximenis, Francesc. Doctrina Compendiosa. (Barcelona. Editorial Barcino. 1929. 157. Texto y anotación por el P. Martí de Barcelona,  O.F.M. Cap. “Els Nostres Clàssics”. Colección A n.º 24). AIA, XXXII. 1929. 278-81.
- Reseña de Martí de Barcelona. O.F.M. Cap. Fra Francesc Eiximenis, O.M. (1340?-1409?). La seva vida, els seus escrits, la seva personalitat literària. (EF, XL. 1928. 437-500). AIA, XXXII. 1929. 276-8.
- Reseña de Joan de Gal·les, O.F.M. Breviloqui. (Barcelona. Editorial Barcino. 1930. 175. A cargo de Norbert d’Ordal, O.F.M. Cap. “Els Nostres Clàssics”. Colección A n.º 28). AIA, XXXIV. 1931. 143-6.